# Ане (Север)
Ане (фр. Anneux) насеље је и општина у североисточној Француској у региону Север-Па де Кале, у департману Север која припада префектури Камбре.
По подацима из 2011. године у општини је живело 247 становника, а густина насељености је износила 45,4 становника/km². Општина се простире на површини од 5,44 km². Налази се на средњој надморској висини од | метара (максималној 99 m, а минималној 56 m m).

## Демографија
| 1962. | 1968. | 1975. | 1982. | 1990. | 1999. | 2011. |
| ----- | ----- | ----- | ----- | ----- | ----- | ----- |
| 242   | 255   | 259   | 237   | 223   | 226   | 247   |

График промене броја становника у току последњих година